# Avolatavis
Avolatavis es un género de loro basal (pan-psitaciforme) conocido a partir de los restos encontrados en los estratos de principios del Eoceno procedentes de la colina de los fósiles de la formación Green River de Wyoming, Estados Unidos. Fue nombrado originalmente por Daniel T. Ksepka y Julia A. Clarke en 2012 y la especie tipo es Avolatavis tenens.